# Never Say Never (álbum de Brandy)
Never Say Never é o segundo álbum de estúdio da cantora estadunidense Brandy, lançado em 9 de junho de 1998 através da Atlantic Records. Atlantic consultou David Foster, assim como o produtor Rodney "Darkchild" Jerkins e sua equipe para trabalhar com Norwood no álbum; Jerkins viria a criar a maior parte do álbum e evoluiria como mentor e principal produtor dos projetos seguintes da cantora.
Os temas líricos do álbum incluem as experiências pessoais da cantora com amor, monogamia, preconceito da mídia e maturidade. Influenciada por Mariah Carey e Whitney Houston, Norwood queria apresentar uma faceta mais madura de si mesma com o álbum, incorporando um estilo de balada pesada e um toque adulto contemporâneo em seu som pop urbano para o álbum.[carece de fontes?]
Never Say Never, estreou no número três na parada da Billboard 200, vendendo 160.000 cópias em sua primeira semana, e alcançou o número dois na semana seguinte, permanecendo no top vinte da parada por 28 semanas. Oito das 16 músicas do álbum foram escolhidas como singles, incluindo o dueto com Monica, "The Boy Is Mine", e "Have You Ever?", que chegaram ao topo da Billboard Hot 100, além de "Top of the World", que se tornou um sucesso no Reino Unido.
Never Say Never se tornou o álbum mais vendido de Norwood, sendo certificado quíntuplo de platina pela Recording Industry Association of America (RIAA), e vendendo mais de 16 milhões de cópias mundialmente. Ganhou vários prêmios e elogios, incluindo um Grammy de Melhor Performance de R&B por um Duo ou Grupo com Vocais por "The Boy Is Mine". O álbum foi apoiado pela Never Say Never World Tour (1999), que incluiu shows esgotados na América do Norte, Europa, Ásia e África.

## Antecedentes
Após o lançamento de seu álbum de estreia homônimo, Brandy participou de várias trilhas sonoras bem-sucedidas, como "Sittin' Up in My Room" de Falando de Amor (1995), e "Missing You" de Até as Últimas Consequências (1996). Durante esse período, ela se estabeleceu como atriz na televisão. Em 1995, ela foi escalada para o papel titular na sitcom Moesha, e nos dois anos seguintes, estrelou ao lado de Whitney Houston o filme musical de televisão Cinderela (1997), e filmou a sequência do filme de terror Eu ainda sei o que você fez no verão passado (1998). Com isso, Norwood sentia que as pessoas a reconheciam mais como atriz do que como cantora, e que era hora de voltar a música.

## Produção e Desenvolvimento
A produção do álbum foi iniciada em maio de 1997. Brandy gravou algumas músicas com Sean "Puffy" Combs e Babyface, mas não as finalizou. Ela estava pouco satisfeita com o material que lhe foi apresentado pelos chefes de repertório da Atlantic, Paris Davis e Craig Kallman. Inspirada pelo último álbum da cantora Aaliyah, One in a Million (1996), Brandy pediu a gravadora que convidasse a rapper-compositora Missy Elliott, e seu co-produtor Timbaland, para trabalhar em seu novo álbum.[carece de fontes?] No entanto, a Atlantic recusou, com receio de seu álbum ficar muito parecido com o de Aaliyah, e a gravação de novas músicas foi adiada.
A gravação do álbum só foi retomada em outubro de 1997, quando Paris Davis chamou o produtor novato Rodney "Darkchild" Jerkins, que havia produzido o álbum Share My World (1997) de Mary J. Blige, para algumas sessões com a Brandy. Acompanhado por seu irmão Fred Jerkins III, e o compositor LaShawn Daniels, ele acabou completando cinco músicas, em cinco dias com ela, incluindo “Learn the Hard Way”, “Happy”, “Put That on Everything” e a faixa-título “Never Say Never”. Brandy e Davis ficaram satisfeitos com o trabalho, e a Atlantic garantiu um contrato de produção com Jerkins. Mais tarde, ele acabou sendo promovido a produtor executivo do álbum. Jerkins também encorajou Brandy a participar de todo o processo de produção do álbum, principalmente das composições.
Brandy também trabalhou com o produtor canadense David Foster, conhecido por produzir baladas pop. Ele produziu três músicas, "Have You Ever?", escrita por sua colaboradora frequente Diane Warren, "One Voice" escrita por Gordon Chambers, e "(Everything I Do) I Do It for You", uma versão cover da música de 1991, do cantor canadense Bryan Adams. Norwood creditou a química com ambos os produtores com seu crescimento musical: "Eles trouxeram o melhor de mim, os vocais que eu não sabia que tinha", disse ela.

## Divulgação
Never Say Never foi lançado nos Estados Unidos em 9 de junho de 1998. A promoção do álbum começou com a aparição de Brandy na capa da revista Vibe em abril de 1998, seguida por uma campanha de impressa massiva, incluindo fotos de capa para Teen People e Ebony. O empreendimento de co-marketing entre a Vibe e a Atlantic Records resultou em vários projetos conjuntos, como um site da Brandy, e várias promoções de varejo e rádio. Outros itens de marketing incluíram uma parceria com a DC Comics, que criou uma revista em quadrinhos Brandy em setembro de 1998, para alunos do ensino fundamental e médio. Na MTV, Brandy sediou os shows de primavera da rede na Jamaica, de 13 a 15 de março. Em junho, Brandy cantou "Top of the World" ao lado de Mase no MTV Movie Awards de 1998. Em 13 de junho, a MTV exibiu um especial com Brandy apresentando seus videoclipes favoritos. No dia seguinte, a MTV exibiu um especial de 30 minutos focado nos bastidores do álbum. Em 28 de agosto, Brandy cantou "The Boy Is Mine" no The Tonight Show with Jay Leno. Em 3 de setembro, Brandy apresentou a versão remix de "Top of the World" ao lado dos rappers Big Pun e Fat Joe no Soul Train Lady of Soul Awards. Também em setembro, Brandy e Monica apresentaram "The Boy Is Mine" ao vivo pela primeira vez juntas no MTV Video Music Awards de 1998. Em 26 de setembro, Brandy se apresentou no Hip-Hop Unity Festival realizado no Los Angeles Memorial Coliseum. Em 11 de outubro, se apresentou no International Achievement in Arts Awards. Dois dias depois, ela fez uma aparição no The Rosie O'Donnell Show.
Em 11 de janeiro de 1999, Brandy e a atriz Melissa Joan Hart apresentaram o American Music Awards.[carece de fontes?] Durante a cerimônia, ela cantou sua música "Have You Ever?". Em 31 de janeiro, Brandy e o rapper LL Cool J apresentaram o show do Super Bowl XXXIII, na estação de rádio WEDR de Miami. Em março, Brandy juntou-se à ex-primeira-dama Hillary Clinton, e a procuradora-geral Janet Reno no Museu Nacional de Mulheres nas Artes, para reconhecer seis jovens selecionadas para o segundo Prêmio Anual de Voluntariado. Em 13 de abril, Brandy se apresentou ao lado de Whitney Houston, Tina Turner, Cher, Chaka Khan e Faith Hill, entre outras, no VH1 Divas Live '99. Em maio de 1999, embarcou em uma turnê mundial com shows na França, Alemanha, Holanda e Japão. Em junho, Brandy retornou aos Estados Unidos para a parte norte-americana de sua turnê, que estava originalmente programada para acontecer de 18 de junho a 2 de agosto. A turnê acabou sendo adiada porque Brandy foi obrigada a filmar novos episódios de sua sitcom, Moesha. Em 8 de setembro de 1999, ela cantou "U Don't Know Me (Like U Used To)", no The Tonight Show with Jay Leno.

## Singles
"The Boy Is Mine", um dueto com a cantora Monica, foi lançado como primeiro single de Never Say Never. Essa se tornou a primeira canção número um para ambas as artistas, tanto nos Estados Unidos, quanto internacionalmente. Nos EUA, "The Boy Is Mine" se tornou a canção mais vendida do ano, passando 13 semanas no topo da Billboard Hot 100 durante o verão de 1998. Recebeu o certificado de platina dupla da Recording Industry Association of America (RIAA), e ficou na oitava posição da parada de fim de década da Billboard. Internacionalmente, a canção atingiu o topo das paradas do Canadá, Países Baixos e Nova Zelândia, ao passo que atingiu o top 5 na maioria das paradas em que apareceu.[carece de fontes?]
"Top of the World", em parceria com o rapper Mase, foi lançada como segundo single do álbum. A canção foi menos bem sucedida ao redor do mundo, porém, atingiu a segunda posição da parada de singles do Reino Unido. Recebeu o certificado de prata da British Phonographic Industry (BPI) em 23 de outubro de 1998.[carece de fontes?]
"Have You Ever?" foi lançada como terceiro single do álbum durante o outono de 1998. Se tornou a segunda canção de Never Say Never a alcançar o topo da Billboard Hot 100 e da parada de singles da Nova Zelândia. A balada classificou-se na 14ª posição da parada de fim de ano da Billboard de 1999.[carece de fontes?] A faixa midtempo "Angel in Disguise" foi lançada como single promocional, em 21 de janeiro de 1999. Alcançou o top 20 da Hot R&B/Hip-Hop Songs dependendo apenas do airplay. "Almost Doesn't Count" foi lançada como quarto single do álbum durante a segunda metade de 1999, e foi promovido por uma performance presente no filme Sempre no Coração (1999), estrelado por Diana Ross e a própria Brandy.
"U Don't Know Me (Like U Used To)" foi o quinto e último single na América do Norte. A canção atingiu a 79ª posição da Billboard Hot 100, e o top 30 na Hot R&B/Hip-Hop Songs. Como divulgação do single, uma versão remix da faixa em colaboração com as rappers Shaunta e Da Brat foi lançada. Na Oceania, o cover de Bryan Adams, "(Everything I Do) I Do It for You", foi lançado como sexto single. Alcançou a 28ª posição na parada de singles da Nova Zelândia. Em março de 2000, a faixa título "Never Say Never" foi lançada como single promocional, junto com "U Don't Know Me (Like U Used To)", na região da Europa germânica, porém não conseguiu entrar nas tabelas musicais.[carece de fontes?]

## Recepção da crítica
| Críticas profissionais | Críticas profissionais |
| Avaliações da crítica  | Avaliações da crítica  |
| Fonte                  | Avaliação              |
| ---------------------- | ---------------------- |
| AllMusic               | [ 32 ]                 |
| BBC Music              | Positiva               |
| Entertainment Weekly   | C                      |
| Los Angeles Times      | [ 35 ]                 |
| Rolling Stone          | [ 36 ]                 |

Never Say Never recebeu críticas, em sua maioria positivas, dos críticos de música. Stephen Thomas Erlewine, da AllMusic, deu ao álbum quatro de cinco estrelas e observou que é um "álbum melhor e mais aventureiro do que sua estreia", acrescentando: "Brandy sabiamente decide encontrar um meio-termo entre Mariah Carey e Mary J. Blige - é adulto contemporâneo com um leve toque de rua. [Sua] entrega melhorou e seus vocais suaves podem fazer com que o material medíocre pareça convincente. Ainda assim, o que torna Never Say Never um disco vencedor são as músicas e a produção de qualidade". Daryl Easlea da BBC Music sentiu que a coleção de hinos suaves e de ritmo médio forneceu um instantâneo do R&B comercial da época. Ele descreveu Never Say Never como "o epítome de um saco misturado. No entanto, dado que muito R&B no final dos anos 90 soa como uma caixa musical ornamentada girando, o álbum é uma mistura inteligente que se desvia suficientemente desse modelo e toca Brandy e os pontos fortes consideráveis do produtor executivo Rodney Jerkins".[carece de fontes?] O crítico do Spokesman-Review, Richard Harrington, foi positivo com o álbum, escrevendo: "adulto e confiante, sem dar passos em falso".[carece de fontes?]
A revista Rolling Stone foi geralmente positiva com o álbum, dando-lhe três estrelas de uma classificação de cinco estrelas, e escreveu: "Brandy exala mais entusiasmo do que os irmãos Hanson combinados e explode com charme ingênuo suficiente para fazer Jewel parecer uma marinheira cansada. O seu segundo álbum borbulha com a mesma efervescência [...]". JD Considine, revisor da Entertainment Weekly, sentiu que faltava paixão na voz de Norwood no álbum.[8] Embora ele tenha indicado que era "difícil argumentar com a deferência de Brandy ao ritmo, especialmente quando ela monta uma das faixas propulsivas do produtor Rodney Jerkins", ele também observou que estava achatando "seu alcance emocional, até a felicidade romântica de "Happy", a determinação obstinada de "Never Say Never" e o afeto conflitante de "Angel in Disguise" acabam soando praticamente o mesmo".[carece de fontes?] Ele deu ao álbum uma classificação B.[carece de fontes?] Aaron McKrell, do HipHopDX, comentou que "a maturidade recém-descoberta de Brandy foi refletida em sua música, e o público e os críticos adoraram o R&B pop que permeava o álbum", com Lela Olds, escrevendo para The Boombox, relatando ainda que ela "ficou confiante como uma artista e uma jovem mulher em Never Say Never, criando um álbum que mostrou crescimento pessoal e vocal".

## Prêmios
| Ano  | Premiação               | Categoria                                      | Indicação              | Resultado | Ref.   |
| ---- | ----------------------- | ---------------------------------------------- | ---------------------- | --------- | ------ |
| 1998 | MTV Video Music Awards  | Videoclipe do Ano                              | "The Boy Is Mine"      | Indicado  | [ 41 ] |
| 1998 | MTV Video Music Awards  | Melhor Clipe R&B                               | "The Boy Is Mine"      | Indicado  | [ 41 ] |
| 1998 | Billboard Music Awards  | Hot 100 Sales Single of the Year               | "The Boy Is Mine"      | Venceu    | [ 41 ] |
| 1998 | Billboard Music Awards  | R&B Sales Single of the Year                   | "The Boy Is Mine"      | Venceu    | [ 41 ] |
| 1998 | Billboard Music Awards  | Dance Maxi Sales Single of the Year            | "The Boy Is Mine"      | Venceu    | [ 41 ] |
| 1999 | Grammy Awards           | Gravação do Ano                                | "The Boy Is Mine"      | Indicado  | [ 42 ] |
| 1999 | Grammy Awards           | Melhor Canção R&B                              | "The Boy Is Mine"      | Indicado  | [ 42 ] |
| 1999 | Grammy Awards           | Melhor Performance R&B por Duo, Grupo ou Banda | "The Boy Is Mine"      | Venceu    | [ 42 ] |
| 1999 | Grammy Awards           | Melhor Álbum de R&B                            | Never Say Never        | Indicado  | [ 42 ] |
| 1999 | Echo Awards             | Álbum Mais Vendida por Artista Internacional   | Never Say Never        | Indicado  | [ 41 ] |
| 1999 | Soul Train Music Awards | Melhor Álbum Feminino de R&B/Soul              | Never Say Never        | Indicado  | [ 43 ] |
| 1999 | Soul Train Music Awards | Melhor Single de R&B por Grupo, Banda ou Duo   | "The Boy Is Mine"      | Indicado  | [ 43 ] |
| 1999 | MTV Video Music Awards  | Melhor Clipe R&B                               | "Have You Ever?"       | Indicado  | [ 41 ] |
| 2000 | Grammy Awards           | Melhor Performance Vocal Feminina de R&B       | "Almost Doesn't Count" | Indicado  | [ 44 ] |

## Desempenho nas tabelas musicais
Never Say Never debutou na terceira posição da Billboard 200 em 16 de junho de 1998, vendendo 160,000 unidade na primeira semana–as maiores vendas de primeira semana de Norwood. Na semana seguinte, o álbum subiu para a segunda posição. Durante sua 14ª semana na parada, Never Say Never havia vendido 1.4 milhão de cópias. Ao final do ano, o álbum havia vendido 2.9 milhões de cópias nos Estados Unidos, e se tornou o 13º álbum mais vendido de 1998. Por fim, Never Say Never passou um total de 72 semanas na Billboard 200. Em 2012, o álbum havia vendido mais de 4.6 milhões de cópias nos Estados Unidos, de acordo com a Nielsen SoundScan. Eventualmente, recebeu o certificado de platina quíntupla da Recording Industry Association of America (RIAA) pelas cinco milhões de cópias vendidas no país.
Never Say Never alcançou a 19ª posição na UK Albums Chart. O álbum vendeu 260,000 cópias no Reino Unido, e eventualmente conquistou o certificado de platina da British Phonographic Industry (BPI) pelas 300,000 cópias vendidas na região.[carece de fontes?] Em 27 de agosto de 1999, o álbum foi certificado como platina quádrupla pela Music Canada, por vender 400.000 unidades no País. Em maio de 1999, a Billboard reportou que Never Say Never havia vendido sete milhões de cópias mundialmente. Até os dias de hoje, permanece sendo o álbum mais vendido de Brandy, com mais de 16 milhões de cópias vendidas mundialmente.

## Impacto e legado
Embora seu álbum de estreia tenha sido um grande sucesso nos Estados Unidos, Never Say Never foi creditado com o avanço internacional de Norwood, e a facilitou em se tornar uma artista viável com apelo de mídia na música, cinema e televisão. Never Say Never é o álbum de maior sucesso de Norwood até hoje, com vendas mundiais de 16 milhões de cópias, incluindo singles e álbuns. Um dos álbuns mais vendidos do ano para a WEA Music, a Billboard classificou Never Say Never entre os álbuns de retorno de maior sucesso de 1998.
Musicalmente, Never Say Never projetou a assinatura de Norwood com seu "som suave e sedoso", que também dominaria os projetos seguintes. Em uma retrospectiva de aniversário feita em 2018, a editora da Vibe, Brittney Fennell, declarou Never Say Never como a "obra magnum que define a carreira" de Norwood. Ela sentiu que "é sem dúvida um dos melhores álbuns de R&B dos anos 90 [...] Havia uma infinidade de jovens cantoras de R&B nesta época, mas o poder de estrela de Brandy permitiu que ela transcendesse gêneros, transformando seu estilo de R&B em música pop". Em um artigo semelhante, Da'Shan Smith, do Revolt, observou que, embora o álbum "tenha uma sensibilidade elétrica direcionada para o novo milênio que se aproxima, eles ajudaram a finalizar o padrão para o que os midtempos e baladas de uma diva do pop devem consistir [...] Olhando para trás em Never Say Never, pode-se argumentar que Brandy remodelou a construção de uma estrela adolescente chegando aos 20". Britney Spears e Christina Aguilera, se referiram a Norwood e Never Say Never, como uma de suas influências durante as sessões de gravação de seus respectivos álbuns de estreia.
Never Say Never tornou-se fundamental na promoção das carreiras de muitos dos envolvidos na criação do álbum que eram relativamente desconhecidos antes de seu lançamento, principalmente o produtor-chefe Rodney Jerkins, seu irmão Fred e o compositor LaShawn Daniels. O trio continuaria a trabalhar com veteranos da indústria como Michael Jackson, Whitney Houston e Toni Braxton, bem como artistas futuros como Jennifer Lopez e Destiny's Child, enquanto voltava a trabalhar com Norwood em seu terceiro e quintos álbuns de estúdio Full Moon (2002) e Human (2008). A própria Norwood comentou em uma entrevista de 2018 ao site de música Okayplayer: "Never Say Never mudou o curso da minha vida. Encontrei um dos melhores produtores [Rodney Jerkins] do mundo para me ajudar a encontrar meu novo som. tente as coisas vocalmente e a equipe Darkchild me deu seu melhor trabalho e doce apoio". Em 2020, ela classificou o álbum entre seus três lançamentos favoritos.

## Lista de faixas
| Never Say Never – Edição padrão |                                        | |                                       |         |  |
| N.º                             | Título                                 | Compositor(es) | Produtor(es)                          | Duração |  |
| 1.                              | "Intro"                                | |                                       | 0:49    |  |
| 2.                              | "Angel in Disguise"                    | Rodney "Darkchild" Jerkins Fred Jerkins III LaShawn Daniels Traci Hale Nycolia "Tye-V" Turman Joseph Lewis Thomas | R. Jerkins                            | 4:48    |  |
| 3.                              | "The Boy Is Mine" (dueto com Monica)   | Brandy Norwood R. Jerkins F. Jerkins III Daniels Japhe Tejeda                                                     | R. Jerkins Dallas Austin Norwood      | 4:55    |  |
| 4.                              | "Learn the Hard Way"                   | Norwood R. Jerkins F. Jerkins III Daniels Sybil Jerkins Cherry Rick Williams                                      | R. Jerkins Norwood                    | 4:51    |  |
| 5.                              | "Almost Doesn't Count"                 | Guy Roche Shelly Peiken                                                                                           | R. Jerkins F. Jerkins III             | 3:37    |  |
| 6.                              | "Top of the World" (com part. de Mase) | R. Jerkins F. Jerkins III Mason Betha Daniels Isaac Phillips Turman                                               | R. Jerkins Norwood                    | 4:41    |  |
| 7.                              | "U Don't Know Me (Like U Used To)"     | Norwood R. Jerkins Sean Bryant Paris Davis Phillips                                                               | R. Jerkins Norwood                    | 4:28    |  |
| 8.                              | "Never Say Never"                      | Norwood R. Jerkins F. Jerkins Daniels Tejeda Williams                                                             | R. Jerkins Norwood                    | 5:10    |  |
| 9.                              | "Truthfully"                           | Brad Gilderman R. Jerkins Harvey Mason Jr. Marc Nelson                                                            | Gilderman R. Jerkins Mason Jr. Nelson | 4:58    |  |
| 10.                             | "Have You Ever?"                       | Diane Warren | Foster                                | 4:32    |  |
| 11.                             | "Put That on Everything"               | Norwood R. Jerkins F. Jerkins III Daniels Tejeda                                                                  | R. Jerkins F. Jerkins III Norwood     | 4:51    |  |
| 12.                             | "In the Car Interlude"                 | | R. Jerkins                            | 1:10    |  |
| 13.                             | "Happy"                                | R. Jerkins F. Jerkins III                                                                                         | R. Jerkins Norwood                    | 4:06    |  |
| 14.                             | "One Voice"                            | Phil Galdston Gordon Chambers                                                                                     | Foster                                | 4:08    |  |
| 15.                             | "Tomorrow"                             | Norwood R. Jerkins F. Jerkins III Daniels Tejeda                                                                  | R. Jerkins F. Jerkins III Norwood     | 5:21    |  |
| 16.                             | "(Everything I Do) I Do It for You"    | Bryan Adams Michael Kamen Robert John Lange                                                                       | Foster                                | 4:10    |  |
| Duração total:                  | Duração total:                         | Duração total: | Duração total:                        | 66:36   |  |

| Never Say Never – Edição japonesa (faixa bônus) |                                                                 |                                                  |                           |         |  |
| N.º                                             | Título                                                          | Compositor(es)                                   | Produtor(es)              | Duração |  |
| 17.                                             | "The Boy Is Mine (Radio Edit Without Intro)" (dueto com Monica) | Norwood R. Jerkins F. Jerkins III Daniels Tejeda | R. Jerkins Austin Norwood | 4:01    |  |
| Duração total:                                  | Duração total:                                                  | Duração total:                                   | Duração total:            | 70:37   |  |

| Never Say Never – Edição limitada australiana (disco bônus) |                                                  |                                                         |                                |         |  |
| N.º                                                         | Título                                           | Compositor(es)                                          | Pordutor(es)                   | Duração |  |
| 1.                                                          | "Have You Ever? (Soul Skank Remix)"              | Warren                                                  | Foster Soul Inside Productions | 3:59    |  |
| 2.                                                          | "Top of the World (Boogiesoul Remix Radio Edit)" | R. Jerkins F. Jerkins III Betha Daniels Phillips Turman | R. Jerkins Norwood Boogieman   | 3:53    |  |
| Duração total:                                              | Duração total:                                   | Duração total:                                          | Duração total:                 | 7:52    |  |

## Equipe e colaboradores
Créditos adaptados do encarte de Never Say Never.[carece de fontes?]
- Anas Allaf – guitarra
- Monica Arnold – vocais principais, vocais de fundo[a]
- Tom Bender – assistência na mixagem
- Chuckii Booker – baterias
- Leslie Brathwaite – engenheiro
- Thomas Bricker – diretor de arte
- Alex Brown – vocais de fundo
- Gerry Brown – mixagem
- Bridgette Bryant – vocais de fundo
- Carmen Carter – vocais de fundo
- Paris Davis – produtor executivo
- Ken Deranteriasian – engenheiro, mixagem
- Nathan East – baixo
- Felipe Elgueta – engenheiro
- David Foster – teclado
- Brian Gardner – masterização
- Ben Garrison – engenheiro
- Brad Gilderman – engenheiro, mixagem
- Nikisha Grierf – vocais de fundo
- Bernie Grundman – masterização
- Mick Guzauski – mixagem
- Dorian Holley – vocais de fundo
- LaTonya Holman – vocais de fundo
- Jean-Marie Horvat – engenheiro
- Richard Jackson – vocais de fundo
- Bobette Jamison-Harrison – vocais de fundo
- Rodney Jerkins – produtor executivo
- Donyle Jones – vocais de fundo
- Craig Kallman – produtor executivo
- Vatrena King – vocais de fundo
- Mario Lucy – engenheiro
- Carlton Lynn – engenheiro assistente
- Harvey Mason, Jr. – teclado
- Harvey Mason, Sr. – percussão
- Victor McCoy – engenheiro, engenheiro assistente
- James McCrary – vocais de fundo
- Kristle Murden – vocais de fundo
- Brandy Norwood – vocais principais, vocais de fundo, produtora executiva, engenheira
- Willie Norwood – vocais de fundo
- Kayla Parker – vocais de fundo
- Dean Parks – guitarra
- Shelly Peiken – vocais de fundo
- Isaac Phillips – guitarra
- Al Schmitt – engenheiro
- Rick Sigel – engenheiro
- Alfie Silas – vocais de fundo
- Dexter Simmons – mixagem
- Moana Suchard – engenheiro, engenheiro assistente
- Chris Tergesen – engenheiro
- Joseph Thomas – vocais de fundo
- Meri Thomas – vocais de fundo
- Greg Thompson – engenheiro assistente
- Michael Thompson – guitarra
- Carmen Twillie – vocais de fundo
- Mervyn Warren – vocais de fundo
- Maxine Waters – vocais de fundo
- Oren Waters – vocais de fundo
- Rick Williams – guitarra
- Yvonne Williams – vocais de fundo
- BeBe Winans – vocais de fundo
- Monalisa Young – vocais de fundo

## Tabelas musicais

### Tabelas semanais
| Tabelas musicais (1998-1999)                                                | Melhor posição |
| --------------------------------------------------------------------------- | -------------- |
| Austrália (ARIA)                                                            | 13             |
| Áustria (Ö3 Austria)                                                        | 17             |
| Bélgica (Ultratop Flanders)[carece de fontes?]                              | 21             |
| Canadá (Billboard)                                                          | 3              |
| Países Baixos (Album Top 100)                                               | 5              |
| União Europeia - European Top 100 Albums (Music & Media)[carece de fontes?] | 12             |
| França (SNEP)                                                               | 12             |
| Alemanha (Offizielle Top 100)[carece de fontes?]                            | 10             |
| Japão (Oricon)                                                              | 14             |
| Nova Zelândia (RMNZ)                                                        | 16             |
| Noruega (VG-lista)                                                          | 25             |
| Escócia (OCC)                                                               | 64             |
| Suécia (Sverigetopplistan)                                                  | 15             |
| Suíça (Schweizer Hitparade)[carece de fontes?]                              | 11             |
| Reino Unido - UK Albums (OCC)                                               | 19             |
| Reino Unido - UK R&B Albums (OCC)                                           | 1              |
| Estados Unidos - Billboard 200                                              | 2              |
| Estados Unidos - Top R&B/Hip-Hop Albums (Billboard)                         | 2              |

### Tabelas de fim de ano
| Tabelas musicais (1998)                                                     | Melhor posção |
| --------------------------------------------------------------------------- | ------------- |
| Canadá (RPM)                                                                | 13            |
| Países Baixos (Album Top 100)                                               | 64            |
| União Europeia - European Top 100 Albums (Music & Media)[carece de fontes?] | 69            |
| França (SNEP)                                                               | 59            |
| Alemanha (Offizielle Top 100)                                               | 55            |
| Reino Unido - UK Albums (OCC)                                               | 68            |
| Estados Unidos - Billboard 200                                              | 29            |
| Estados Unidos - Top R&B/Hip-Hop Albums (Billboard)                         | 1             |

| Tabelas musicais (1999)                                                | Melhor posição |
| ---------------------------------------------------------------------- | -------------- |
| Austrália (ARIA)                                                       | 95             |
| Estados Unidos - Billboard 200                                         | 26             |
| Estados Unidos - Top R&B/Hip-Hop Albums (Billboard)[carece de fontes?] | 21             |

### Tabelas de fim de década
| Tabelas musicais (1990-1999)   | Melhor posição |
| ------------------------------ | -------------- |
| Estados Unidos - Billboard 200 | 79             |

## Certificações
| País                                | Certificação | Vendas    |
| ----------------------------------- | ------------ | --------- |
| Austrália (ARIA)[carece de fontes?] | Platina      | 70,000    |
| Canadá (Music Canada)               | 4× Platina   | 400,000   |
| França (SNEP)                       | Ouro         | 100,000   |
| Japão (RIAJ)                        | Platina      | 200,000   |
| Nova Zelândia (RMNZ)                | Ouro         | 7,500     |
| Reino Unido (BPI)                   | Platina      | 300,000   |
| Estados Unidos (RIAA)               | 5× Platina   | 5,000,000 |